# Позиция ложек

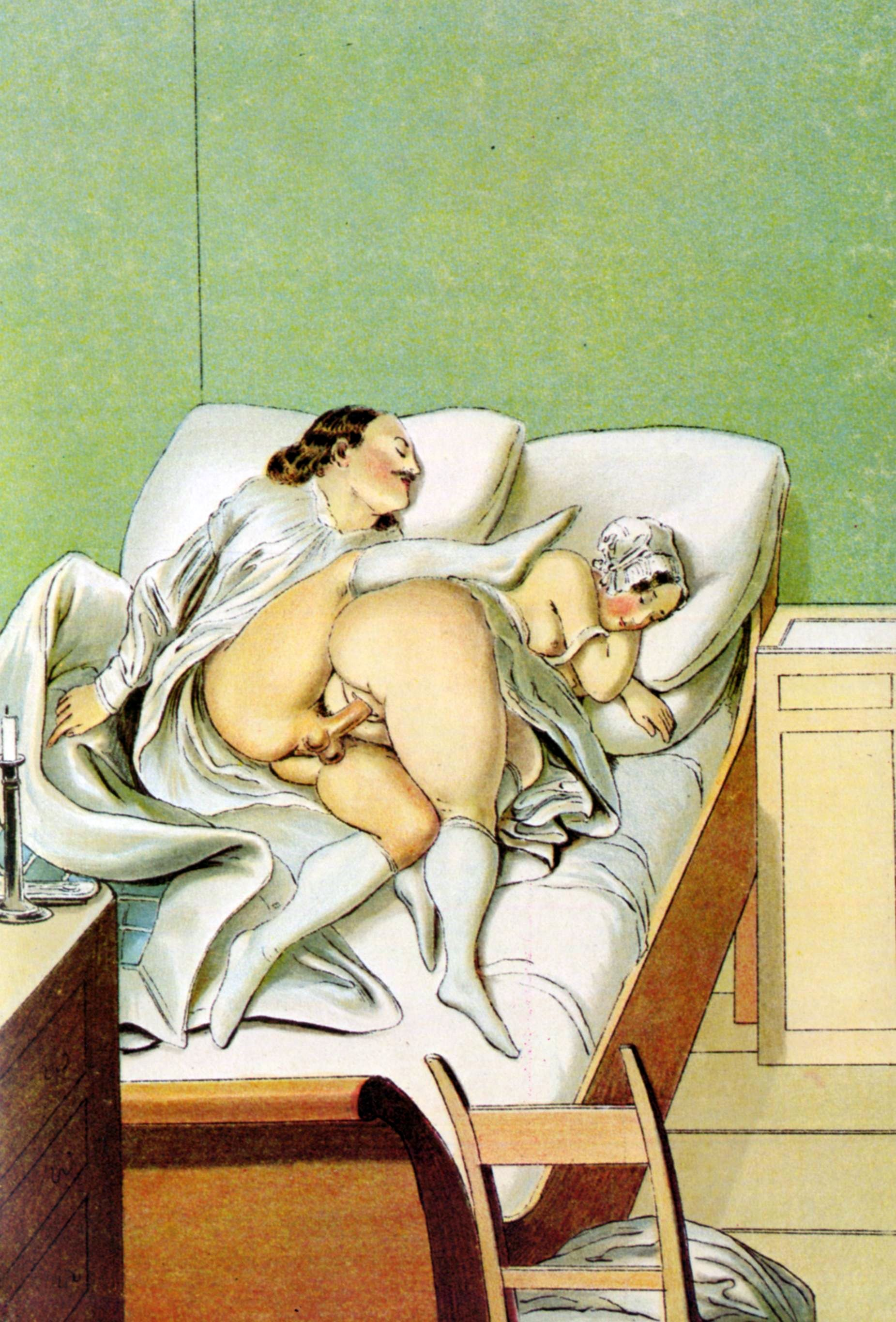
Позиция ложек

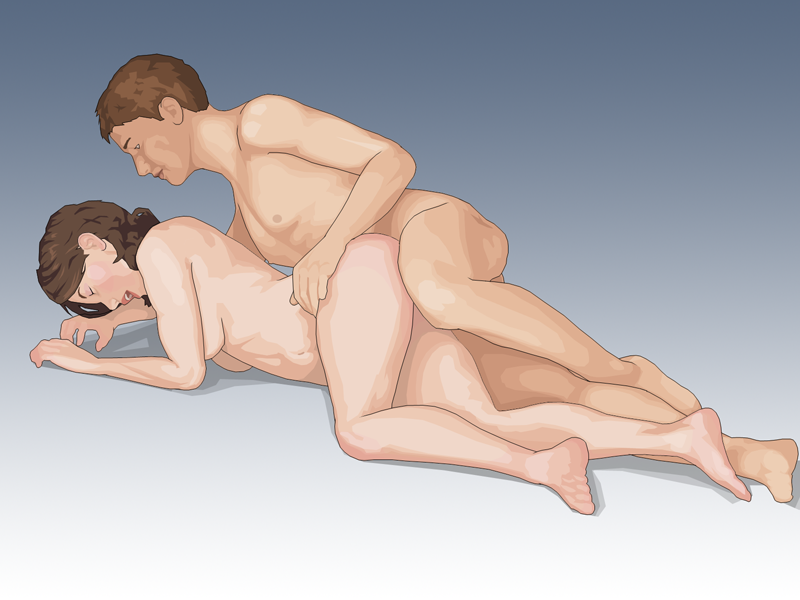
Позиция ложек

Пози́ция ло́жек — это одна из разновидностей боковых позиций в сексе, когда мужчина и женщина лежат на одном боку с согнутыми ногами. При этом проникающий партнёр находится сзади.
Позиция получила название за схожесть положения партнёров с двумя сложенными ложками. В зависимости от расстояния между грудью мужчины и спиной женщины изменяется глубина проникновения пениса во влагалище. И чем оно больше, тем глубже проникновение.

## Достоинства позиции
- У мужчины есть возможность ласкать грудь женщины, бёдра, шею, стимулировать клитор. Женщина также может стимулировать свой клитор либо мошонку мужчины[3].

- Пенисом стимулируется передняя стенка влагалища, которая так же хорошо может стимулироваться в коленно-локтевой позиции[4][5].

- Сексуальный контакт может длиться долго и неспешно, так как обычно для достижения оргазма мужчине требуется больше времени[6]. Поза может быть предпочтительна для пар, которые только что проснулись или устали.

- Эта позиция также удобна для анального секса[7].

- Её можно использовать, если женщина беременна, даже во время последнего триместра беременности, потому что отсутствует давление на живот[8]. Она также хороша для тех, кто восстанавливается после болезни или операции, или пожилых людей, поскольку нагрузка на мышцы минимальна[9][10].

## Недостатки позиции
- Отсутствует визуальный контакт партнёров[3].
- Для мужчин с небольшим половым членом поза может быть неудобна, так как глубина проникновения будет минимальна, и пенис может легко выскользнуть[3].